# Bob Bradley
Bob Bradley (n. 3 martie 1958, Montclair, New Jersey, SUA) a fost antrenorul naționalei de fotbal a Statelor Unite ale Americii la CM 2010.